# Дабик (город)
Да́бик (араб. دابق‎, ассир. Dabigu, греч. Δάβεχον) — город в северной Сирии, административная часть района Аазаз мухафазы Алеппо, расположенный к северо-востоку от Алеппо. К юго-западу от Дабика расположен город Мари. Согласно Центральному бюро статистики Сирии, население Дабика составляло 3364 человек в переписи 2004 года.

## История
На лугу около Дабика располагались войска Омейядов во время похода на Эль-Массису (Мопсуестия). Также, в Дабике находится могила халифа Сулеймана ибн Абд аль-Малика, который провёл вышеупомянутую экспедицию.
В начале XIII века Дабик посетил сирийский географ Якут аль-Хамави. Он отметил, что это была деревня района Аазаз, расположенного в 4 лигах от Алеппо.
В 1516 году Дабик стал местом решающего сражения между Османской империей и Мамлюкским султанатом.
В августе 2014 года Исламское государство завоевало город и уничтожило святыню Сулеймана ибн Абд аль-Малика. Отбит в октябре 2016 года. 

## В исламской эсхатологии
В исламской эсхатологии, согласно хадисам, Дабик упомянут как место событий Малахима (аналог христианского апокалипсиса или Армагеддона). Абу Хурайра передал хадис о том, что пророк Мухаммед сказал: «Последний час (истории) не прибудет, пока римляне не высадятся, или в аль-Амаке или в Дабике» (два города вдоль сирийско-турецкой границы). Поэтому название «Дабик» было выбрано в пропагандистских целях в качестве названия официального электронного журнала Исламского государства. После изгнания из города Дабик турецкими военными и сирийскими повстанцами в октябре 2016 года ИГ заменило эту публикацию новой под названием «Румия».